# Angelina Grün
Angelina Grün, heute Angelina Hübner, (* 2. Dezember 1979 in Duschanbe, Sowjetunion, heute Tadschikistan) ist deutsche Volleyball-Nationalspielerin und neunmalige Volleyballerin des Jahres.

## Karriere
Die Tochter eines ehemaligen Volleyball-Jugendnationalspielers begann ihre Karriere 1990 beim VC Essen-Borbeck. Vier Jahre später wurde sie erstmals in die Jugendnationalmannschaft berufen. 1996 wechselte die Außenangreiferin zum Bundesligisten USC Münster. Gleich in ihrer ersten Saison wurde sie mit ihrem neuen Verein deutscher Meister. 1997 debütierte sie bei einem Turnier in Bremen in der A-Nationalmannschaft. Dort wurde sie sofort zur Stammspielerin und Leistungsträgerin, so dass sie im Alter von 18 Jahren bei der WM 1998 in Japan ihr erstes internationales Turnier erlebte. Die deutsche Mannschaft schied jedoch bereits in der Vorrunde aus. Der neue Bundestrainer Lee Hee-wan bestätigte jedoch Grüns herausragende Position im DVV-Team, das bei der EM in Italien Rang 4 und ein Jahr später bei den Olympischen Spielen in Sydney den sechsten Platz belegte. Im Jahr 2000 wählten die Fans „Grüni“ zum ersten Mal zur Volleyballerin des Jahres. Diesen Titel verteidigte sie bis 2008 jedes Jahr.
Nach der EM in Bulgarien wechselte die deutsche Spielführerin, die mit dem USC Münster vier Mal in Folge Vizemeister geworden war und 2000 den DVV-Pokal gewonnen hatte, in die italienische Liga. Mit ihrem neuen Verein Volley Modena gewann sie auf Anhieb den italienischen Pokal und den CEV-Pokal. Während die Nationalmannschaft anschließend bei der WM im eigenen Land enttäuschte, setzte Grün ihre Erfolgsserie auf Vereinsebene fort und gewann mit Modena den Supercup. Nach einer erfolgreichen EM in der Türkei (Platz 3) wechselte sie innerhalb Italiens zu Foppapedretti Bergamo. Mit Bergamo wurde sie erstmals italienischer Meister und gewann außerdem den CEV-Pokal. Für diese Leistungen erhielt sie den „Oscar del Volley“. In den folgenden Jahren gewann sie außerdem zweimal die Champions League (2005, 2007) sowie das italienische Double (2006). Auch in der Nationalmannschaft, die sich beim sogenannten „Wunder von Baku“ für die Olympischen Spiele 2004 qualifizierte, sorgte sie weiterhin für positive Schlagzeilen. Bei der WM 2006 war sie erneut die beste deutsche Spielerin und lag in der Scorer-Wertung nur fünf Punkte hinter der als beste Punktesammlerin ausgezeichneten Türkin Neslihan Darnel. Dennoch konnte sie als Kapitän nicht verhindern, dass ihre Mannschaft lediglich den elften Rang belegte. Im Sommer 2007 gewann sie mit dem Team die europäische Grand-Prix-Qualifikation und belegte bei der EM in Belgien und Luxemburg den sechsten Platz.
Im Januar 2008 verpasste Angelina Grün beim Olympiaqualifikationsturnier in Halle durch eine Halbfinalniederlage gegen Russland das olympische Turnier in Peking. Von 2008 bis 2009 spielte sie in der Türkei bei Vakifbank Günes Sigorta Istanbul.
Für ihre herausragenden Leistungen im Hallenvolleyball erhielt Angelina Grün am Vorabend des Pokalfinales 2010 im westfälischen Halle den Volleyball-Award, der seit 2006 vergeben wird.
Ab 2010 bildete Angelina Grün zusammen mit Rieke Brink-Abeler ein Beachvolleyball-Duo und ging auch international im Sand an den Start. Bei den deutschen Meisterschaften 2010 am Timmendorfer Strand wurden sie Vierte. Nach einer langwierigen Verletzung von Angelina Grün trennte sich das Duo im August 2011.
Im September 2011 feierte Angelina Grün bei zwei Testspielen gegen die Türkei nach über dreieinhalb Jahren Pause ihr Comeback in der deutschen Nationalmannschaft, wechselte zum TSV Alemannia Aachen und gewann schließlich im Oktober 2011 mit der Nationalmannschaft die Silbermedaille bei der Europameisterschaft, bei der sie außerdem als beste Annahmespielerin des Turniers ausgezeichnet wurde. Mit dem Nationalteam spielte sie dann auch erfolgreich beim World Cup in Japan. In Aachen wurde sie mehrfach als wertvollste Spielerin ausgezeichnet. Im Dezember 2011 wechselte Angelina Grün von der Alemannia zum VK Dynamo Moskau, wo sie noch im selben Monat den russischen Pokal (gegen Kazan) gewann. 2012 wechselte sie nach Aserbaidschan zu Rabita Baku, mit dem sie 2013 die nationale Meisterschaft gewann. Nach ihrer Babypause vom Profisport spielte sie von 2014 bis 2016 beim deutschen Zweit-/Drittligisten SG Marmagen-Nettersheim.

## Privates
Angelina Grün ist seit 2012 mit ihrem langjährigen Lebensgefährten Stefan Hübner verheiratet. 2014 wurde ihr gemeinsamer Sohn Jakob geboren, 2017 kam der zweite Sohn Benjamin zur Welt.